# Championnats de Hongrie d'escrime 1914
Navigation
Édition précédente Édition suivante
Les championnats de Hongrie d'escrime 1914 ont lieu du 8 au 10 mai 1914 à Budapest. Ce sont les quizièmes championnats d'escrime en Hongrie. Ils sont organisés par la MVSz.
Les championnats comportent seulement deux épreuves, le fleuret masculin et le sabre masculin.

## Classements
| Épreuves          | Or                       | Argent                   | Bronze                     |
| ----------------- | ------------------------ | ------------------------ | -------------------------- |
| Fleuret           |                          |                          |                            |
| Hommes individuel | Péter Tóth MAC           | István Lichteneckert MAC | György Rozgonyi Nemzeti VC |
| Sabre             |                          |                          |                            |
| Hommes individuel | Lajos Werkner Nemzeti VC | Bertalan Dunay BBTE      | Jenő Szántay MAC           |